# Darat (Jaya)
Darat is een bestuurslaag in het regentschap Aceh Jaya van de provincie Atjeh, Indonesië. Darat telt 94 inwoners (volkstelling 2010).